# Clubul Sportiv Universitatea Pitești
Il Baschet Club Municipal Universitatea Pitești (più comunemente noto come B.C.M. U Pitești) è una squadra di pallacanestro della città di Pitești in Romania. Milita in Divizia A, la massima divisione del campionato di pallacanestro rumeno. Nel corso della sua storia ha vinto un campionato, una Coppa ed una Supercoppa di Romania.

## Storia
Il B.C.M. Universitatea Pitești è stato fondato nel 1999 come Clubul Sportiv Universitatea Pitești (abbreviato in CSU Pitești) denominazione con la quale ha ottenuto il primo e (finora) unico titolo di campione di Romania nel 2000. Nel 2007 è andato vicino al secondo titolo, giungendo nella finale play-off (perdendola). Nel 2012 ha vinto la sua prima Coppa di Romania e, pochi mesi più tardi, ha conquistato la prima Supercoppa rumena.

## Palmarès

### Trofei nazionali
- Campionato rumeno: 1

2000
- Coppa di Romania: 1

2012
- Supercoppa di Romania: 1

2012